# Pivotal Games
Pivotal Games è stata un'azienda sviluppatrice di videogiochi, nota per lo sviluppo della serie Conflict. Ha inoltre sviluppato The Great Escape, titolo basato sull'omonimo film La grande fuga (1963).
Il 29 settembre 2003 è stata acquistata da SCi. A seguito di una revisione di struttura di quest'ultima, Pivotal Games è stata definitivamente chiusa il 22 agosto 2008.

## Prodotti sviluppati
| Videogioco                | Data rilascio | Piattaforma                                               |
| ------------------------- | ------------- | --------------------------------------------------------- |
| Conflict: Desert Storm    | 2002          | Microsoft Windows, PlayStation 2, Nintendo GameCube, Xbox |
| Conflict: Desert Storm II | 2003          | Microsoft Windows, PlayStation 2, Nintendo GameCube, Xbox |
| Conflict: Vietnam         | 2004          | Microsoft Windows, PlayStation 2, Xbox                    |
| Conflict: Global Storm    | 2005          | Microsoft Windows, PlayStation 2, Xbox                    |
| Conflict: Denied Ops      | 2008          | Microsoft Windows, PlayStation 3 Xbox 360                 |
| The Great Escape          | 2003          | Microsoft Windows, PlayStation 2, Xbox                    |